# Foetus
Foetus är ett av flera namn på en musikgrupp med J. G. Thirlwell som enda medlem. Foetus har från starten 1981 bytt namn åtskilliga gånger, bland annat till Foetus Under Glass, You've Got Foetus On Your Breath och Scraping Foetus Off The Wheel. Sedan 1995 heter bandet kort och gott Foetus, förutom 1997, när Thirlwell tillsammans med andra deltagare spelade under namnet The Foetus Symphony Orchestra.

## Diskografi
| År     | Titel                                  | Artistnamn                                          | Format       |
| ------ | -------------------------------------- | --------------------------------------------------- | ------------ |
| 1981   | Spite Your Face/OKFM                   | Foetus Under Glass                                  | 7"           |
| 1981   | Wash It All Off                        | You've Got Foetus on Your Breath                    | 7"           |
| 1981   | Deaf                                   | You've Got Foetus on Your Breath                    | LP,CD        |
| 1982   | Tell Me, What Is the Bane of Your Life | Phillip and His Foetus Vibrations                   | 7"           |
| 1982   | Custom Built for Capitalism            | Foetus Over Frisco                                  | 12"EP        |
| 1982   | Ache                                   | You've Got Foetus On Your Breath                    | LP,CD        |
| 1984   | Hole                                   | Scraping Foetus Off the Wheel                       | LP,CD        |
| 1984   | Calamity Crush                         | Foetus Art Terrorism                                | 12"          |
| 1985   | Wash/Slog                              | You've Got Foetus on Your Breath                    | 12"          |
| 1985   | Finely Honed Machine                   | Foetus Über Frisco                                  | 12"          |
| 1985   | The Foetus of Excellence               | The Foetus of Excellence                            | LP-Box       |
| 1985   | Nail                                   | Scraping Foetus Off the Wheel                       | LP/CD        |
| 1987   | Bedrock                                | Foetus All-Nude Revue                               | 12"          |
| 1987   | Ramrod                                 | Scraping Foetus Off the Wheel                       | 12"          |
| 1988   | Thaw                                   | Foetus Interruptus                                  | LP/CD        |
| 1988   | Rife                                   | Foetus Corruptus                                    | 2LP/CD       |
| 1989   | Sink                                   | Foetus Inc                                          | 2LP/CD       |
| 1990   | Butterfly Potion                       | Foetus Inc                                          | 12"/CDEP     |
| 1992   | Somnambulumdrum                        | Foetus Inc.                                         | Flexi disk   |
| 1992   | Male                                   | Foetus in Excelsis Corruptus Deluxe                 | 2CD/VID, DVD |
| 1994   | Vice Squad Dick                        | Foetus/Chrome Cranks                                | 7" /CDEP     |
| 1995   | Gash                                   | Foetus                                              | CD           |
| 1995   | Null                                   | Foetus                                              | 12"/CDEP     |
| 1995   | Verklemmt/Be Thankful                  | Foetus                                              | 7"           |
| 1996   | Boil                                   | Foetus                                              | CD           |
| 1996   | Überschall 1996                        | Foetus/Faust/Stereolab                              | 7"           |
| 1996   | Null/Void                              | Foetus                                              | Double CDEP  |
| 1997   | York (First Exit to Brooklyn)          | The Foetus Symphony Orchestra featuring Lydia Lunch | CD           |
| 2001   | Flow                                   | Foetus                                              | CD           |
| 2001   | Blow                                   | Foetus                                              | 2LP/CD       |
| 2004   | (not adam)                             | Foetus                                              | CDEP         |
| 2005   | Love                                   | Foetus                                              | CD+DVD       |
| 2006 ? | utan titel Love remixalbum             | Foetus                                              | CD           |
| 2006   | Damp                                   | Foetus                                              | CD           |
| 2009   | Limb                                   | Foetus                                              | CD           |
| 2010   | Hide                                   | Foetus                                              | CD           |
| 2013   | Soak                                   | Foetus                                              | CD           |